# Pośrednia Kapałkowa Ławka
Pośrednia Kapałkowa Ławka (słow. Goralská štrbina, niem. Mittlere Dürrentalscharte, węg. Középső Szárazvölgyi csorba) – przełęcz znajdująca się w Kapałkowej Grani w słowackiej części Tatr Wysokich. Oddziela ona Wielką Kapałkową Turnię od Pośredniej Kapałkowej Turni. Jest to stosunkowo wąska, głęboka i wybitna przełęcz, położona bliżej wierzchołka Pośredniej Kapałkowej Turni.
Północne stoki Pośredniej Kapałkowej Ławki i sąsiednich obiektów opadają do Kapałkowego Koryciska, odgałęzienia Doliny Śnieżnej, południowe – do Doliny Suchej Jaworowej. Pośrednia Kapałkowa Ławka jest wyłączona z ruchu turystycznego, dla taterników droga przez nią żlebem od strony Doliny Suchej Jaworowej stanowi najdogodniejszy dostęp do Pośredniej Kapałkowej Turni.
Pośrednią Kapałkową Ławkę zwano niegdyś Kapałkową Szczerbiną.
Pierwsze wejścia:
- letnie – Gyula Komarnicki i Roman Komarnicki, 30 lipca 1909 r., przy przejściu granią,
- zimowe – Jerzy Pierzchała, 23 kwietnia 1936 r.[1]